# Nirée fils de Charops
Pour les articles homonymes, voir Nirée.
Dans la mythologie grecque, Nirée (en grec ancien Νιρεύς / Nireús) est le fils de Charops et de la nymphe Aglaé.

## Mythologie
Il est cité dans le Catalogue des vaisseaux comme roi de l’île de Symi, dont il conduit trois nefs, le plus petit contingent achéen. Il passe pour être le plus beau des Grecs après Achille,. Nirée périt à la guerre de Troie, tué par Eurypyle. 
Le commentateur byzantin Jean Tzétzès relate une autre version dans laquelle Nirée survit à la guerre. Dans la tempête qui disperse la flotte achéenne peu après son départ de Troade, la flotte de Nirée dérive en compagnie de celle de Thoas et accoste en Libye, puis fait voile vers Argyrinoi et les Monts Cérauniens, où tous s'établissent près du mont Lacmynion et du fleuve Aias.

## Postérité
Lucien de Samosate dépeint Nirée dans ses Dialogues des morts. Nirée est le personnage principal des romans de Fabien Clavel La Dernière Odyssée et Les Gorgonautes, qui imaginent son difficile retour chez lui après la guerre de Troie sur le modèle de l’Odyssée.
L'astéroïde troyen jovien (173086) Nirée est nommé en son honneur.